# Eric Walter Elst
Eric Walter Elst (Kapellen, 30 de novembro de 1936 – Antwerp, 2 de janeiro de 2022) foi um astrônomo bélgico, descobridor de asteroides bastante prolífico, com cerca de 3000 descobertas e 40 co-descobertas.
As descobertas mais célebres são o asteroide Apollo 4486 Mithra, o asteroide/cometa 7968 Elst-Pizarro e mais de 25 asteroides troianos. 
Ele nomeou o asteroide 13052 em homenagem a Bartolomé de Las Casas.
O nome do asteroide 3936 Elst foi dado em sua homenagem.

## Morte
Morreu em Antuérpia em 2 de janeiro de 2022, aos 85 anos de idade.

## Descobertas
| Asteróides descobertos: 3490 (em Julho 2006 — somente alguns atipicos são listados aqui) | Asteróides descobertos: 3490 (em Julho 2006 — somente alguns atipicos são listados aqui) | Asteróides descobertos: 3490 (em Julho 2006 — somente alguns atipicos são listados aqui) |
| ---------------------------------------------------------------------------------------- | ---------------------------------------------------------------------------------------- | ---------------------------------------------------------------------------------------- |
| 4486 Mithra[1]                                                                           | September 22, 1987                                                                       | Asteroide Apollo                                                                         |
| 7968 Elst-Pizarro[2]                                                                     | 14 de julho de 1996                                                                      | é também um cometa                                                                       |
| 8191 Mersenne                                                                            | 20 de julho de 1993                                                                      | Primo de Mersenne                                                                        |
| (15745) 1991 PM5                                                                         | 3 de agosto de 1991                                                                      | Amor asteroid                                                                            |
| (21088) 1992 BL2                                                                         | 30 de janeiro de 1992                                                                    | Amor asteroid                                                                            |
| (52387) 1993 OM7                                                                         | 20 de julho de 1993                                                                      | Amor asteroid                                                                            |
| 1. 1 juntamente com Vladimir Georgiev Shkodrov 2. 2 juntamente com Guido Pizarro         |                                                                                          |                                                                                          |